# Čihadlo (Erzgebirge)
Der Čihadlo (deutsch Lauschhübel oder auch Steinel) ist eine 842 m n.m. hohe Erhebung im tschechischen Erzgebirge. Er liegt nahe der deutschen Grenze im Okres Chomutov nahe Načetín, einem Ortsteil von Kalek.

## Aussicht
Im Nordwesten erblickt man das Schwarzwassertal und am Horizont die Dreibrüderhöhe. Weiter östlich die Felsen des Steinhübels und am Horizont die Bergstadt Sayda. Von Rübenau sieht man Gebiete der Ortsteile Gasse, Strohhübel und Hirschberg, sowie die Kirche des Ortes. Am östlichen Horizont erhebt sich der Schwartenberg. Daneben erblickt man die höhergelegenen Häuser von Seiffen. Weiter südlich erhebt sich der Erzgebirgskamm. Der Rundblick endet bei den Häusern des Rübenauer Ortsteils Niedernatzschung und dem auf tschechischem Gebiet liegenden Kalek im Südosten.

## Gipfel
Der Anstieg zum Gipfel ist leicht auf Waldwegen, zum Schluss jedoch weglos möglich. Die höchste Stelle der Granitblöcke ist mit einem steinernen Höhenpunkt versehen. Hier befindet sich die Station 84 der Königlich-Sächsischen Triangulation. Der Originalstein war stark verwittert, er wurde durch eine Nachbildung ersetzt.